# Петрович, Желько (генерал)
Желько Петрович (серб. Жељко Петровић, родился 15 ноября 1967 года в Зренянине) — югославский и сербский военный деятель, генерал-майор Вооружённых сил Сербии, командующий Учебным командованием Вооружённых сил Сербии в 2022—2024 годах.

## Биография
Родился 15 ноября 1967 года в Зренянине. Окончил в 1986 году общую среднюю военную школу, в 1990 году — Военную академию Сухопутных войск (факультет пехотных частей), в 1999 году — школу Генерального штаба, в 2007 году — курсы усовершенствования при Генеральном штабе, в 2013 году — высшие курсы безопасности и обороны. В рядах Югославской народной армии с 21 июля 1990 года, службу начинал в качестве командира курсантской роты Военной академии. Продолжил службу в составе вооружённых сил Союзной Республики Югославия, затем вооружённых сил Сербии и Черногории, а с 2006 года — вооружённых сил Сербии.
Служил в составе 12-го пограничного батальона, где занимал должности заместителя командира и командира. В составе 14-й пехотной бригады Нови-Садского корпуса — начальник отдела оперативно-учебной деятельности, позже начальник штаба. Занимал должность начальника штаба и командира 506-й пехотной бригады Нови-Садского корпуса. В составе вооружённых сил Сербии занимал должность заместителя командира 4-й бригады. В составе Объединённого оперативного командования Генерального штаба — помощник по оперативным вопросам и врио заместителя командира. Нёс службу в составе миротворческого контингента ООН (ВСООНК) на острове Кипр. Занимал должность заместителя командира 1-й бригады, в декабре 2014 года стал её командиром в звании полковника. Звание бригадного генерала присвоено 23 апреля 2015 года.
С декабря 2018 года занимал должность начальника Управления по вопросам подготовки и доктрины (J-7) Генерального штаба. В 2021 году было объявлено о его назначении на должность начальника Учебного командования. В 2022 году присвоено звание генерал-майора. Пост начальника Учебного командования позже уступил генерал-майору Зорану Насковичу.

## Награды
Отмечен следующими орденами и медалями Югославии и Сербии:
- Орден «За заслуги в области обороны и безопасности» III степени (2002)
- Орден Заслуги в обороне и безопасности I степени (2016)
- Орден Заслуги в обороне и безопасности III степени (2017)
- Медаль «50 лет Югославской народной армии» (1991)
- Медаль «За заслуги в области обороны и безопасности»[серб.] (1999)
- Золотая медаль «За усердную службу»[серб.] (2012)
- Офицерская медаль «За выдающиеся достижения на военной службе» (2012)
- Юбилейная медаль Вооружённых сил Сербии[серб.] (2015)
- Памятная медаль участника Военного парада «Белград-2014» (2015)
- Медаль участника боевых действий на территории СРЮ (2015)
- Медаль участника боевых действий на территории СФРЮ (2015)
- Памятная медаль «За усердную службу в течение 20 лет» (2016)
- Памятная медаль «За усердную службу в течение 30 лет» (2021)

Также награждён медалью ООН за участие в миротворческой миссии на Кипре.

## Воинские звания
| Подпоручик | Поручик | Капитан | Капитан 1-го класса | Майор | Подполковник | Полковник | Бригадный генерал | Генерал-майор |
| ---------- | ------- | ------- | ------------------- | ----- | ------------ | --------- | ----------------- | ------------- |
|            |         |         |                     |       |              |           |                   |               |
| 1990       | 1991    | 1994    | 1997                | 2000  | 2003         | 2008      | 2015              | 2022          |